# El Rosario de Naranjo
El Rosario es uno de los distritos del cantón de Naranjo, en la provincia de Alajuela, de Costa Rica.

## Historia
El Rosario fue fundado el 14 de enero de 1967 por medio de Ley 4020. Segregado de San Miguel.

## Geografía
El Rosario cuenta con un área de 17,15 km² y una altitud media de 831 m s. n. m.

## Demografía
Para el año 2022, El Rosario cuenta con una población estimada de 4125 habitantes, y para el último censo efectuado, en 2011, El Rosario contaba con una población de 3757 habitantes.

## Localidades
- Barrios: Pérez
- Poblados: Hornos, Los Vargas, Llano, Santa Margarita, Vistas del Valle.

## Transporte

### Carreteras
Al distrito lo atraviesan las siguientes rutas nacionales de carretera:
- Ruta nacional 1
- Ruta nacional 715